# 马六甲海盗

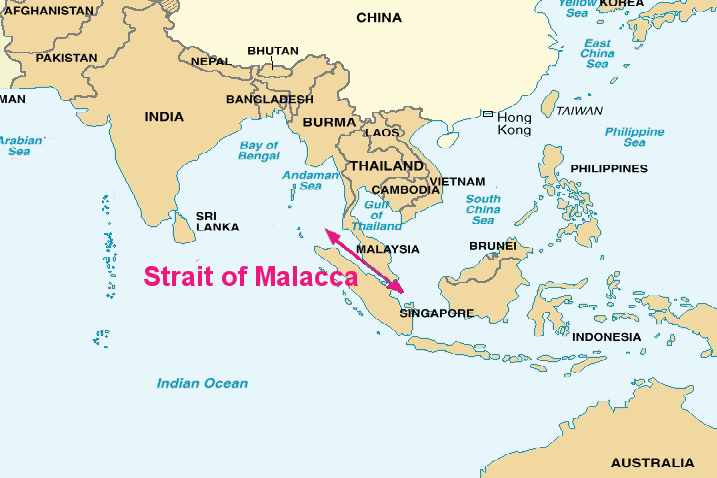
马六甲海峡（图中红色箭头标示的部分）

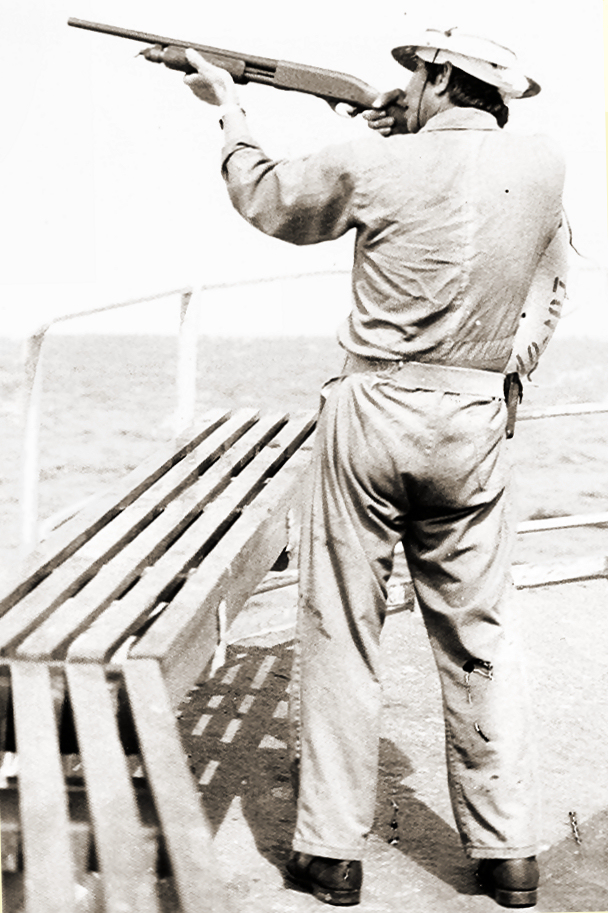
一名美国商船船员在训练中瞄准马六甲海峡中的海盗。1984年。

马六甲海盗对于经过900 千米（550英里）长的航道的船主和水手来说，历来都是一个不得不面对的威胁。根据国际海事局(IMB)的数据最近几年，由印尼、马来西亚和新加坡整合的海上巡逻队，以及船舶上日益强大的安全防卫措施显著地减少了海盗的活动。
马六甲海峡的地理条件使得这块地区十分容易受到海盗的袭击。它一直都是连接中国和印度的一条重要的通道，并且被大量用于商务贸易。到了近代，海峡更连接东亚国家和欧洲、苏伊士运河以及波斯湾周边的原油输出国的航线上重要的一站。马六甲海峡并不宽阔，并且其中有成千上万小岛屿，同时也是许许多多河流的入海口，使得此处成为海盗藏身和躲避追缉的理想之处。

## 历史
历史上，马六甲海峡的海盗活动不仅是海盗的营生方式，更是一种重要的政治工具。统治者依靠当地的海盗来维持对该地区的控制。14世纪时巨港的拜里米苏拉王子就是一个例子。借助来自忠诚的劳特族（马来族的一支）海盗的支持，拜里米苏拉才得以在马六甲站稳脚跟并向其它邻近的领主扩张，最终建立了马六甲苏丹王朝。15世纪到19世纪之间，马来西亚海域在东南亚的政治权力斗争中扮演了一个关键的角色。参与斗争的力量除了地方势力以外，包括葡萄牙、荷兰和英国等的殖民者。今天，在这片海域的水底找到的、由于风暴、海盗袭击、战争以及驾驶技术而沉没的帆船残骸，都可以证明外国势力曾经存在。
18和19世纪时，由于来自欧洲的殖民者陆续抵达这个地区，海盗活动也日益猖獗。某种程度上，欧洲人是出于经济需要、企图控制香料贸易才来到这个地区的。《伊甸园的气味：香料贸易的故事》的作者查尔斯·科恩(Charles Corn)写道：
|  | 在当时，香料驱动世界经济的发展，正如石油之于当今世界一般。 |

海峡的商贸交通愈发的繁忙，和当地人口的经济状况之差，使得许多人走上了海盗的路。某些时候海盗活动也被用于反抗殖民主义。从事海盗活动的人多是来自当地沿岸村庄，称为Lunan人。此外，也有发现被清朝逐出中国海盗掠夺没有防备的贸易船只。
19世纪30年代，英国和荷兰这两支在该地区占有统治地位的殖民力量，达成一致对抗日益猖獗的海盗活动。两国殖民者沿海峡划分领地，并允诺打擊各自在分界线一侧的海盗。这一条分界线最终成为如今马来西亚和印度尼西亚在海峡部分的国界。在海上巡逻加强，欧洲人先进的航海技术发挥作用，以及马六甲地区政治逐渐安定，经济不断改善等等各方面的因素影响之下，到19世纪70年代时，马六甲的海盗已经被控制了下来。

## 现代海盗活动

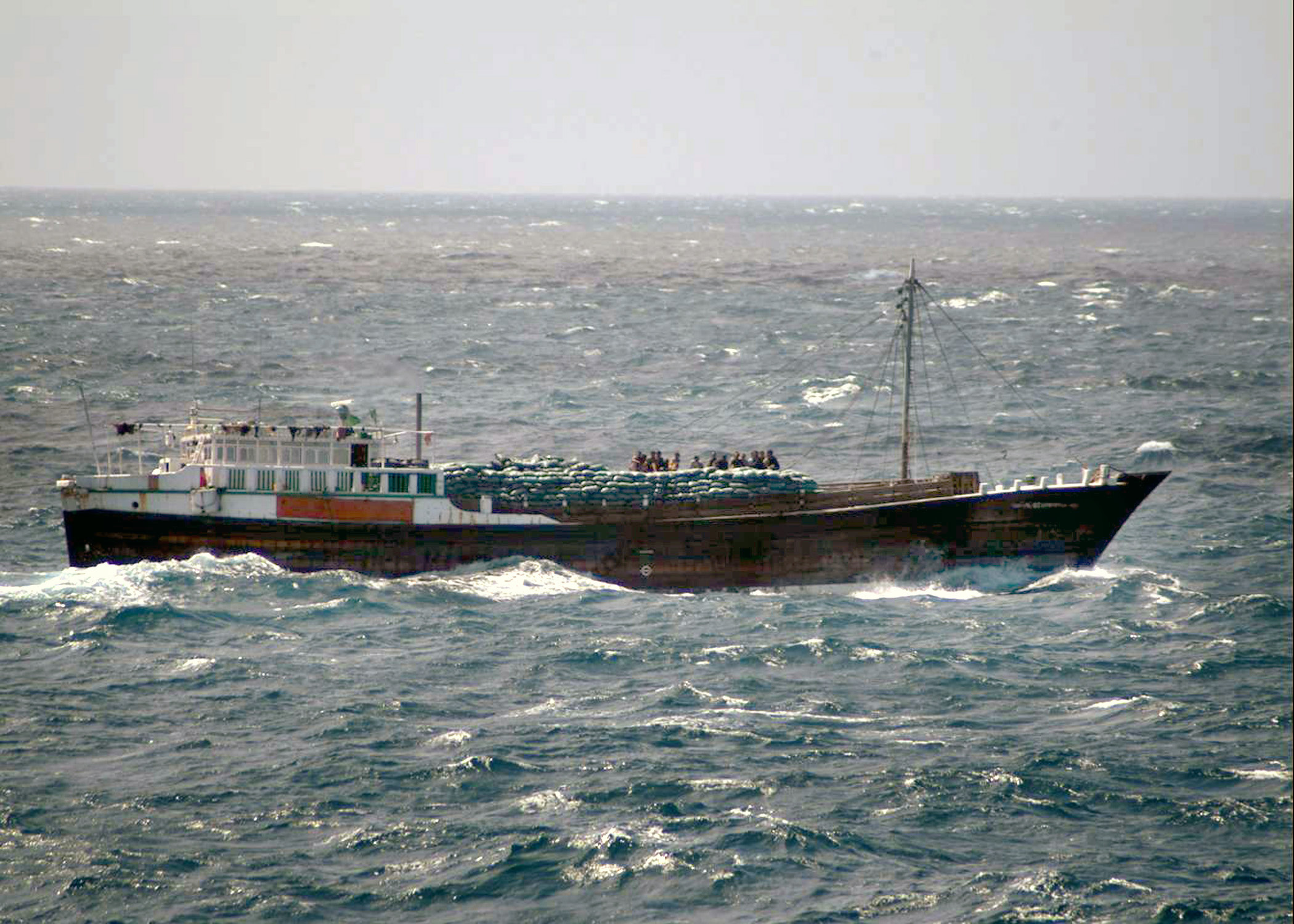
一群海盜聚集在一艘單桅帆船的甲板上，攝於馬來西亞西部的水域一帶

### 多国合作
2004年，马六甲地区的三个国家，印尼、马来西亚和新加坡增加了在海域巡逻上的努力，以求打击海盗。新加坡希望在这件事得到来自国际的支援，但印尼和马来西亚都反对其它国家介入。然而三国能否就此彻底扑灭海盗活动仍有待观察。海盗问题在印尼尤其严重。2004年全球共有325起记录在案的海盗袭击，其中9宗发生在马来西亚海域，8宗发生在新加坡海域，而发生在印尼海域的则共有93宗。
随着印尼公开承认其并没有足够能力去巡逻马六甲海峡，印度海军和印度海岸警卫队最终在2006年同意加入马六甲海峡的多国海盗巡逻队。印度同时也在建造无人航空载具，用以监控毗邻马六甲海峡的安达曼海
到2009年，由于各国政府通力合作，马六甲地区的海盗活动大幅下降。海盗专家凯瑟琳·萨拉·雷蒙德指出：
|  | 人们，特别在马六甲以外的地区，似乎没有认识到海盗袭击的频率和规模政治变化。在过去，海盗活动无疑是一个严重的问题，如2000年时有报告的海盗袭击数字达到75宗，但自2005年始这个数字就在不断下降。 |

## 著名海盗
- 陳祖義
- 梁道明
- 阿卜杜拉·哈吉（英语：Abdulla al-Hadj）